# Amin Sameh Samir Fahmy
Amin Sameh Samir Fahmy  (oft auch gelistet in der Kurzform Sameh Fahmy; arabisch سامح فهمي, DMG Sāmiḥ Fahmī; * 14. August 1949 in Kairo) ist ein ägyptischer Politiker.

## Leben
Fahmy studierte bis 1973 an der Universität Kairo Chemieingenieurwesen. 1973 wurde er mit seinem Zwillingsbruder Hady bei der Egyptian General Petroleum Corporation (EGPC) eingestellt. Im November 1985 wurde Amin Sameh Samir Fahmy mit der Investitionsplanung der EGPC betraut. Ab November 1987 untersuchte er Projekte auf ihre wirtschaftliche Durchführbarkeit. Von Januar bis Dezember 1988 studierte er Landesplanung als Fellow mit einem Stipendium an der Nasser Military Academy.
1997 war er stellvertretender Vorsitzender der Middle East Oil Refinery (MIDOR) und ab 1998 leitete er die Planungsabteilung des Ministeriums für Bodenschätze, dessen stellvertretender Leiter er 1999 wurde. Amin Sameh Samir Fahmy war von 5. Oktober 1999 bis 9. Juli 2004 im Kabinett Abaid und von 9. Juli 2004 bis 29. Januar 2011 im Kabinett Nazif Minister für Bodenschätze. Unter seiner Ägide wurden die ägyptischen Erdgasvorkommen, auch von RWE, für den ägyptischen Bedarf ausgebeutet.
Fahmy behielt sein Ministeramt zunächst im (noch von Mubarak eingesetzten) Kabinett Schafiq, schied aber Ende Februar 2011 – bei einer Umbildung des Kabinetts Schafiq – aus der Regierung aus. Er wurde zunächst (kurzzeitig) ersetzt durch Mahmoud Latif Amer, der zuvor Leiter der Egyptian Natural Gas Holding Company (EGAS) gewesen war. Mahmound Latif Amer behielt den neuen Ministerposten jedoch nur kurze Zeit. Als Anfang März 2011 das gesamte Kabinett Schafiq zurücktrat und Essam Scharaf am 3. März 2011 ein neues Kabinett bildete, ernannte er Abdullah Ghorab zum neuen Minister für Erdöl und Bodenschätze.
Nach dem Sturz von Hosni Mubarak wurde Fahmy angeklagt. Am 28. Juni 2012 verurteilte ihn ein Gericht in Kairo zu fünfzehn Jahren Haft. Das Strafgericht sah es als erwiesen an, dass er im Zusammenhang mit einem Gasvertrag mit Israel öffentliche Gelder von mehr als 714 Millionen Dollar verschwendet habe.

### Unterstellte Unternehmen
Zu den Erdöl und Erdgasunternehmen im Eigentum des ägyptischen Staates gehören Egyptian General Petroleum Corporation (EGPC), Ganoub El Wady Holding Petroleum Co. (Ganope), Egyptian Natural Gas Holding Co. (Egas, gegründet im August 2001) und Egyptian Petrochemicals Holding Company (ECHEM). Sie beschäftigen etwa 75000 Personen und werden vom Ministerium für Bodenschätze betreut.

### Verwandtschaft
Sein Vater arbeitete in den 1940er Jahren für Shell. Sein Bruder Hady leitet seit 2004 die Misr Petroleum Company.